# القنصلية الألمانية العامة في اسطنبول
القنصلية الألمانية العامة في اسطنبول (بالتركية: Alman Başkonsolosluğu İstanbul)‏ هي البعثة القنصلية لألمانيا في اسطنبول، والتي تقع في حي بيوغلو مباشرة في ميدان تقسيم. حتى عام 1928 كان مبنى القنصلية العامة اليوم يضم سفارة الرايخ الألماني.

## قصة
بعد تأسيس الإمبراطورية الألمانية في عام 1871 ، قررت الحكومة الألمانية بناء سفارة في ما كان يعرف آنذاك بالقسطنطينية، عاصمة الإمبراطورية العثمانية. عرضت البوابة العليا عدة قطع من الأرض لبناء نفسه، بما في ذلك جزء من موقع مقبرة سابق خارج وسط المدينة في ميدان تقسيم. في الخامس عشر في مايو 1874، على الرغم من احتجاجات السكان، تم الانتهاء من الاستحواذ على ما يقرب من 10,000 متر مربع من الممتلكات لـ 95,015 ثالر. كان شرط السلطان هو الحفاظ على قبر القديس سلحتر علي آغا والعناية به، وهو ما لا يزال يحدث حتى اليوم.
في 4. ديسمبر 1874 تولى ألبرت كورتوم إدارة البناء بعد وفاة سلفه هوبير غوبلز. تم بناء قصر السفارة - وهو أول قصر في الإمبراطورية الألمانية - على الطراز الكلاسيكي. كان للسفارة ستة طوابق (اثنان منها قبو)، مما أدى إلى تشابه وتشابه مع مباني القصر. تم وضع النسور الحجرية على السطح، والتي، على عكس الخطط الأصلية لدمج شعارات النبالة للولايات الفيدرالية الألمانية، أعطت المبنى طابعًا بروسيًا واضحًا. تم تفكيك النسور في اضطرابات الحرب العالمية الأولى وظلت مفقودة منذ ذلك الحين. كان هناك أيضا إسطبل وسقيفة عربات في موقع السفارة. تم الاحتفاظ بالداخل على طراز عصر النهضة الجديد وتميز بورق الجدران الأحمر والزخارف الجصية. قام السفير الأول، الأمير هاينريش السابع زو رويس، بتأثيث الغرف وفقًا لاختياره، ولكن نظرًا لمحدودية الأموال، ظلت بعض الغرف فارغة. في الأول في ديسمبر 1877، افتتح السفير الألماني الأمير رويس أول سفارة للإمبراطورية، والتي كانت تعتمد إلى حد كبير على تصميم هوبرت جوبلز، والذي قدمه الأخير لممتلكات أخرى. تبلغ مساحة المبنى حوالي 10000 متر مربع وحجمه الإجمالي 55000 متر مكعب، حوالي 80 عمل الناس في السفارة. لكن الجمهور نظر إلى المبنى الجديد بشكل نقدي للغاية: قالوا إن المبنى كان «كتلة بدون هيكل وجمال معماري». نشأ هذا الانطباع عن موقع المبنى المهيب الرائع في منطقة سكنية كانت تتميز ببيوت خشبية أخف وزناً.
في العقود الثلاثة التالية، تحسنت العلاقة مع الإمبراطورية العثمانية بشكل كبير، لأسباب ليس أقلها المهمة العسكرية الألمانية في الإمبراطورية العثمانية، وبناء سكة حديد بغداد، والسفير أدولف مارشال فون بيبرشتاين. من عام 1908 إلى عام 1918، وبناءً على طلب السفارة، تم أيضًا إصدار صحيفة "Osmanischer Lloyd" الناطقة بالألمانية. كان الإمبراطور فيلهلم الثاني مهتمًا بشكل خاص بالعلاقة الألمانية التركية وقام بأول زيارة له إلى القسطنطينية في وقت مبكر من عام 1889، بعد عام من توليه منصبه. انتقد بسمارك بشدة اهتمام الإمبراطور بالشرق، لأنه لم يرغب في إثارة الشكوك حول بريطانيا العظمى وفرنسا وروسيا. تمت الزيارة في وقت قصير إلى حد ما، ولهذا السبب قام السلطان عبد الحميد الثاني بسرعة بتوسيع أماكن إقامة الزوجين الإمبراطوريين Şale Köşkü، وهو في الأصل شاليه خشبي سويسري، من خلال إضافة بعض الأبواب الخشبية إلى قصر جراجان.
كجزء من رحلة فيلهلم الثاني الشهيرة إلى الشرق في عام 1898، تم توسيع بيت الضيافة بشكل كبير. أقيم موكب أسطول في مضيق البوسفور، شاهده الإمبراطور أولاً من قاربه SMY Hohenzollern وبعد ذلك من شرفة المشاهدة بالسفارة.
تمت الرحلة الثالثة والأخيرة للإمبراطور إلى اسطنبول في عام 1917 لتقوية ظهر حلفاء الإمبراطورية في الحرب العالمية الأولى.
قبل عام من ذلك، قام بعمل لوحة للإمبراطور فيلهلم بالزي العثماني للباشا، والتي كان من المفترض أن تكون هدية من فيلهلم الثاني إلى السلطان محمد الخامس، لكنها لا تزال في القنصلية العامة حتى اليوم بسبب اضطرابات الحرب وتزين القاعة هناك.
تسبب الوفاق في قطع العلاقات الألمانية التركية في اتفاق مودروس لوقف إطلاق النار. تولت السفارة السويدية مسؤولية المبنى كممثل لدولة حامية. عندما اسطنبول يوم 23. تم تحرير أغسطس 1923 من قبل الجنرال مصطفى كمال أتاتورك، واستؤنفت العلاقات مع الرايخ الألماني، الذي أصبح في هذه الأثناء جمهورية. يوم 29. أكتوبر أعلن أتاتورك الجمهورية التركية. من وجهة نظر أتاتورك، لا يمكن تنفيذ الإصلاحات المنشودة في اسطنبول، المقر السابق للسلطان. لذلك، تم إعلان أنقرة عاصمة وتم نقل جميع السفارات إليها (انظر السفارة الألمانية أنقرة). تم تأجيل نقل السفارة الألمانية حتى عام 1928 وفقط في 4. يونيو 1931 تمكنت البعثة الدبلوماسية الألمانية في اسطنبول من استئناف عملها كقنصلية عامة.
في نهاية الحرب العالمية الثانية في عام 1944، في نهاية الحرب العالمية الثانية، انقطعت العلاقات مرة أخرى في مساعي الحلفاء. هذه المرة أخذت سويسرا على عاتقها دور حماية تمثيل السلطة.
بعد تأسيس جمهورية ألمانيا الاتحادية في عام 1949، تم افتتاح القنصلية العامة أيضًا في 24. في أكتوبر 1950، كانت إحدى أولى البعثات الأجنبية التي استأنفت عملياتها في فترة ما بعد الحرب. تم استخدام الغرف المستأجرة في أوسكودار حتى عام 1953، قبل أن يعيد الرئيس المالي لإسطنبول مبنى السفارة إلى الدولة الألمانية.
في عام 1954 زار كونراد أديناور القنصلية العامة في رحلته إلى تركيا.
تم إجراء تجديد شامل في الفترة من 1983 إلى 1989، حيث تمت إعادة الواجهة والنوافذ والأبواب وكذلك الأسقف الجصية إلى الطراز الأصلي. تم تجديد الأرضيات الخشبية في القاعة الإمبرطورية وفي الصالونات.
في العاشر في سبتمبر 2001، قام أحد مؤيدي منظمة سرية محظورة تسمى جبهة–حزب التحرر الشعبي الثوري بتنفيذ هجوم انتحاري أمام القنصلية الألمانية العامة في اسطنبول. وقتل ضابطا شرطة تركيان وجرح 20 شخصا.
بالإضافة إلى القنصلية العامة الألمانية ومقر سكن القنصل العام، يضم المبنى قسم إسطنبول للمعهد الأثري.

## الإقامة الصيفية ترابيا

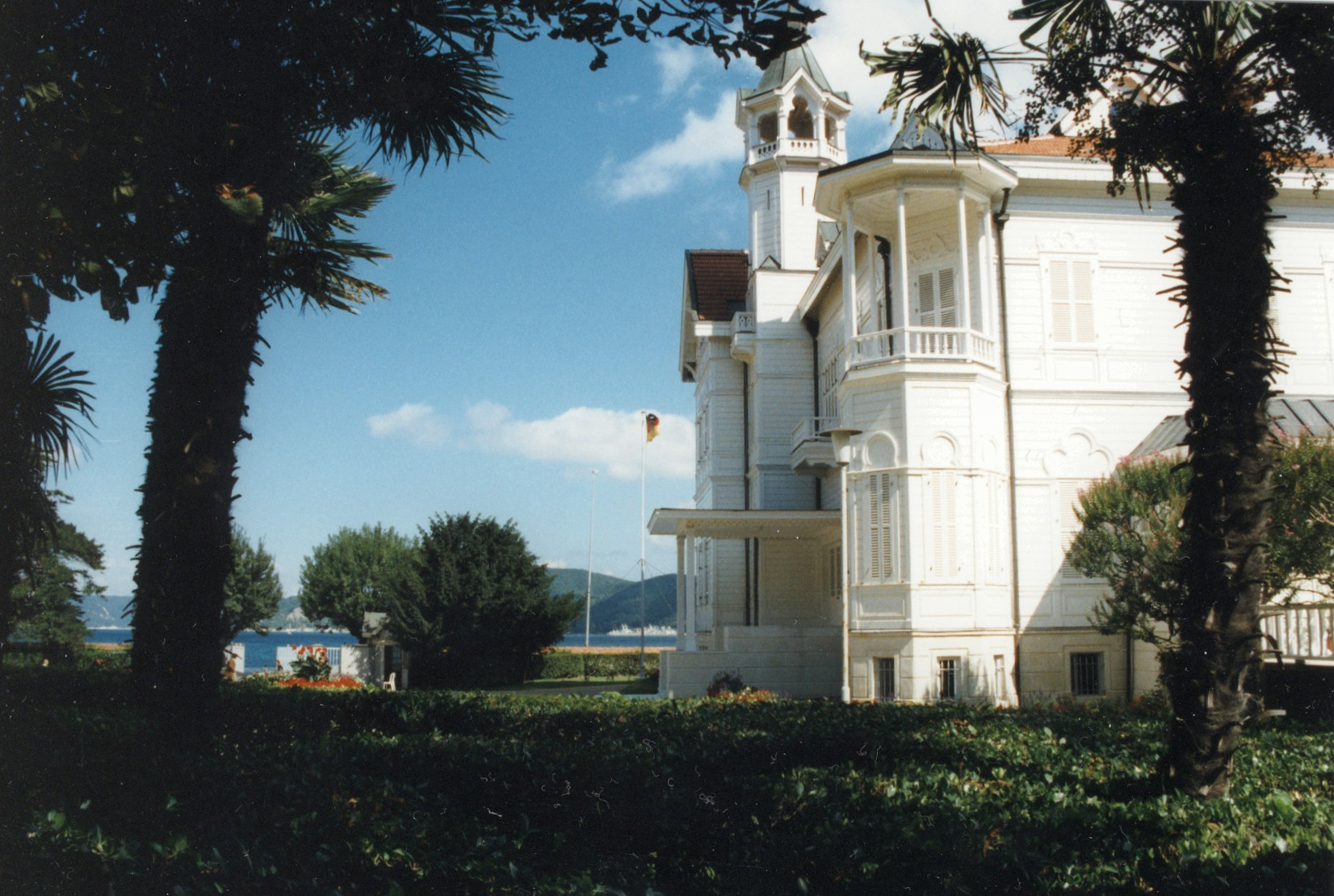
الإقامة الصيفية طرابيا

في ترابيا، على بعد 15 كم شمال مركز مدينة اسطنبول. كان لدى العديد من العثمانيين الأثرياء في القرن الماضي منزلهم الصيفي في البوسفور (يالي)، وهو المقر الصيفي التاريخي للسفير الإمبراطوري المبني على طراز العمارة الخشبية.
في عام 1880، تبرع عبد الحميد الثاني بقطعة أرض للسفارة الألمانية في منطقة الفيلا النبيلة على مضيق البوسفور، حيث كان من المقرر بناء مسكن صيفي. في 4. في فبراير 1885 وافق الرايخستاغ على الخطط وأمر بأن يكون التمويل ممكنًا من خلال بيع السفارة البروسية السابقة في مقر الباب العالي.
كان المهندس المعماري الفرنسي ألفونس سينجريا قد أنشأ بالفعل المسودات الأولى في عام 1882، والتي تمت مراجعتها وتغييرها بشكل كبير من قبل فيلهلم دوربفيلد. خطط Dörpfeld لبناء مبنى خشبي في البوسفور، وكذلك الفيلات المحيطة.

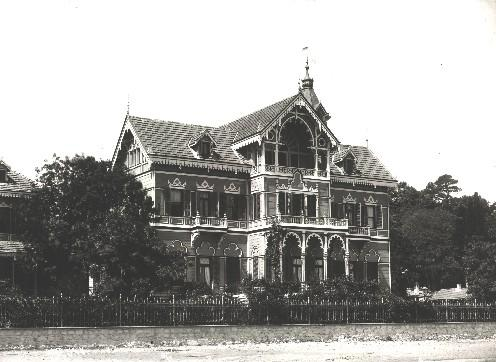
المبنى الرئيسي حوالي عام 1885

في عام 1915، تم إنشاء مقبرة عسكرية (كانت في البداية «مقبرة شرف للبحرية») في حديقة تبلغ مساحتها 18 هكتارًا، حيث دُفن السفير ادولف فغايهيغ فون فانغننهايم (1915) والجنرال كولمار فرايهر فون در غولتس (1916). منذ عام 1917، كان التصميم الفني للمقبرة بيد النحات جورج كولبي ، الذي أنشأ أيضًا تمثالًا للنصب التذكاري.
بالإضافة إلى السكن الصيفي، الذي تستخدمه القنصلية العامة الآن كمكان للحوار الألماني التركي وللأحداث الثقافية والسياسية، هناك العديد من المباني الأخرى في المنطقة الكبيرة، بما في ذلك الكنيسة المسكونية ومنزل البحارة السابق. طاقم يخت الإمبريالي هوهنزولرن الذي يعد الآن نصبًا تذكاريًا للذين سقطوا في الحربين العالميتين.

## قائمة السفراء في اسطنبول
- 1877-1878: هنري السابع. الأمير رويس
- 1878–1882: بول فون هاتزفيلد زو تراشينبرج
- 1882–1892: جوزيف ماريا فون رادويتز
- 1892–1895: هوغو جوليوس إدوارد أمير رادولين
- 1895–1897: البارون سورما فون دير جيلتش
- 1897-1912: أدولف مارشال فون بيبرشتاين
- 1912-1915: هانز فرايهر فون فانغنهايم
- 1915-1916: الكونت بول وولف مترنيخ
- 1916-1917: ريتشارد فون كولمان
- 1917-1918: يوهان هاينريش جراف فون برنستورف
- 1918-1924: لا توجد علاقات دبلوماسية وتمثيل الدولة الحامية: السويد
- 1924-1933: رودولف نادولني (حتى عام 1928 في اسطنبول)

من عام 1928 كان المبنى بمثابة القنصلية العامة للسفارة التي تم نقلها إلى أنقرة. يشغل يوهانس ريجنبرخت منصب القنصل العام الألماني في اسطنبول منذ عام 2020.

## المؤلفات
- مارتن باخمان: طرابيا: تاريخ وتطور الإقامة الصيفية التاريخية للسفير الألماني على مضيق البوسفور . المعهد الألماني للآثار اسطنبول 2003. ردمك 975-8070-65-7
- يورن دويل / فيليب موسر: العمارة والدبلوماسية. مباني ومشاريع وزارة الخارجية الألمانية. 1870 حتى 2020. برلين: DOM للنشر 2020، الصفحات 44-54. ردمك 978-3-86922-517-3
- فيليكس أو.غيرتي: القصر الإمبراطوري الألماني في اسطنبول. في: Istanbuler Mitteilungen 35، 1985، 323 وما يليها.
- أكسل كلاوسماير، أندرياس بال: عن تاريخ حديقة المقر الصيفي السابق للسفارة الألمانية في تارابايا على مضيق البوسفور . في: فن الحديقة 19 (1/2007)، ص. 109-126.
- C.Meyer-Schlichtmann: من المفوضية البروسية إلى Doğan-Apartmanı. 130 عامًا من تاريخ العقارات والمنزل في بيوغلو - اسطنبول. اسطنبول 1992. ردمك 975-7687-09-X .
- هارتموت نيدرفورماير (إد.): مباني السفارة الألمانية 1871-1945. جامعة دارمشتات التقنية 1977.

## روابط إنترنت
- تاريخ ومهام القنصلية العامة (ملف PDF ؛ 46 كيلوبايت)
- موقع القنصلية العامة
- صور القنصلية العامة على الموقع الإلكتروني للمكتب الاتحادي للبناء والتخطيط الإقليمي